# Gotham (plaats)
Gotham is een civil parish in het bestuurlijke gebied Rushcliffe, in het Engelse graafschap Nottinghamshire met 1563 inwoners. De naam van het dorp is afgeleid van een Oudengels woord voor geitenhuis (goat home).
In het dorp staat een kerk uit de 13e eeuw: de Church of St. Lawrence, gewijd aan Laurentius van Rome. Achter de kerk ligt Gotham Manor, een havezathe.

## Legende
Gotham is bekend geworden door de legende van de Wise Men of Gotham. Hierin worden de inwoners van Gotham afgeschilderd als gekken. De legende vertelt dat koning Jan zonder Land van plan was om door de streek te reizen. Nu was het in die tijd gebruikelijk dat de route die de koning zou afleggen begaanbaar en openbaar toegankelijk werd gemaakt omdat de koning met zijn hele hofhouding reisde. Zo nodig werden er nieuwe doorgaande wegen aangelegd. Maar de dorpelingen wilden niet dat er een openbare doorgaande weg zou komen in hun dorp. Toen de knechten van de koning de route kwamen verkennen, troffen ze in Gotham allerlei vreemde taferelen aan. Sommige dorpelingen waren bezig een paling te verdrinken in een plas water, anderen sleepten karren boven op een grote schuur om het bos te beschermen tegen de zon, lieten kazen van de heuvel rollen richting Nottingham voor de verkoop of waren een hek aan het bouwen rond een boom om de koekoek op te sluiten die zich daarin had verscholen. Omdat men toentertijd dacht dat krankzinnigheid een zeer besmettelijke ziekte was, besloot de koning een andere route te nemen.

## Batman
De fictieve stad waarin de verhalen van stripfiguur Batman zich afspelen, Gotham City, is indirect naar dit dorp vernoemd. Gotham is een 19e-eeuwse bijnaam van de stad New York en in het bijzonder Manhattan, verwijzend naar het Engelse dorp dat volgens de folklore bewoond zou zijn door gekken.

## Afbeeldingen

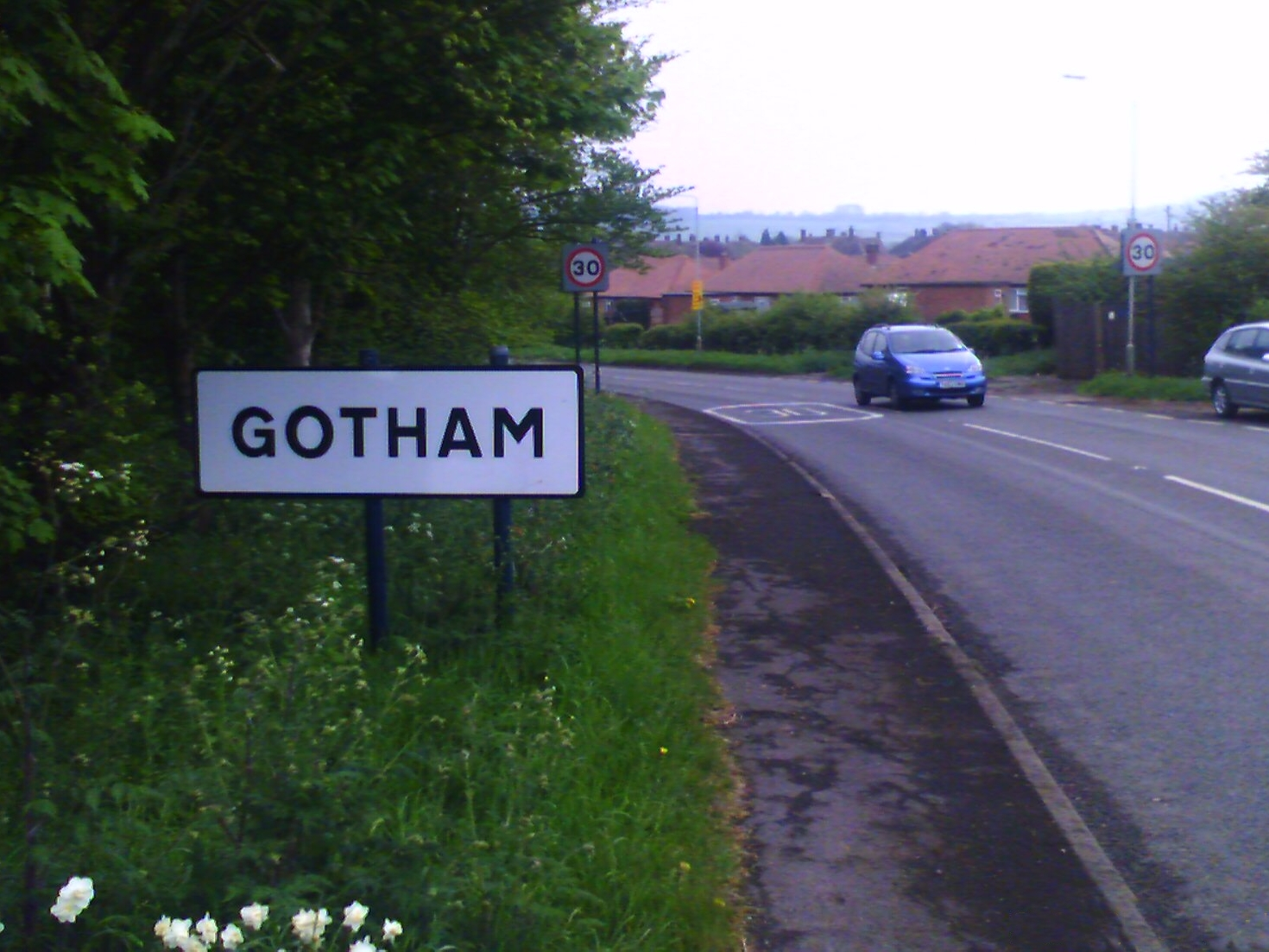
Het plaatsnaambord van Gotham is al verschillende keren gestolen, vermoedelijk door Batmanfans
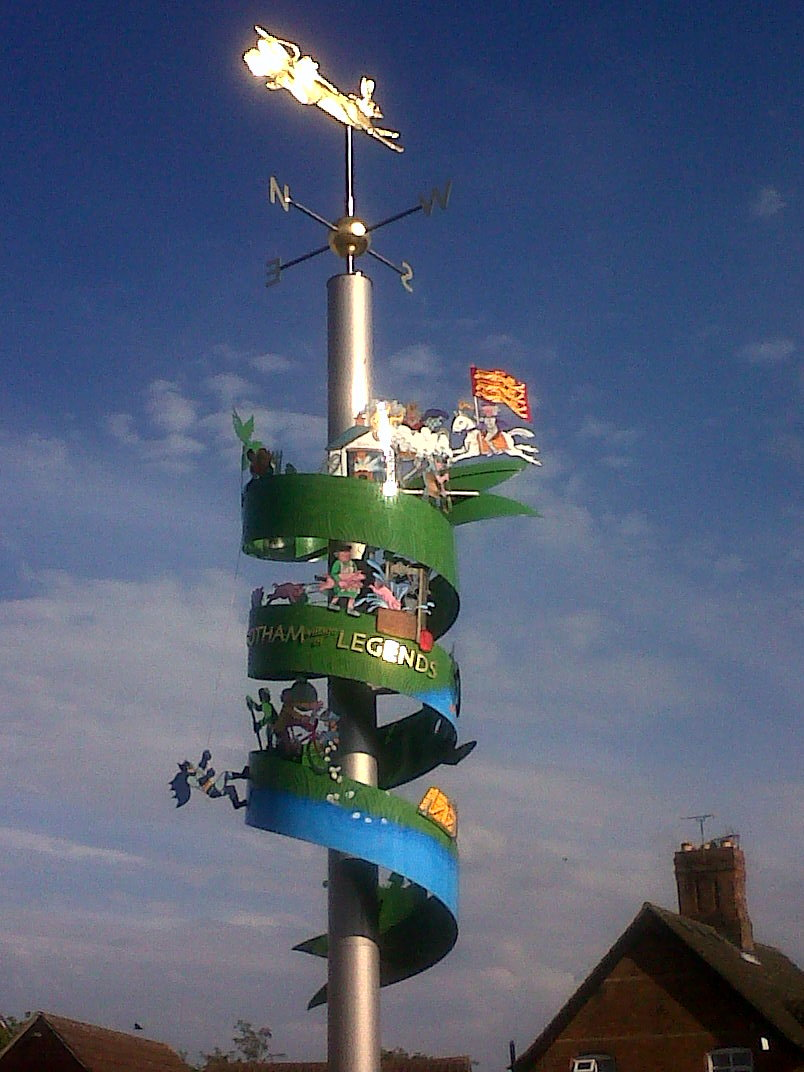
Windvaan midden in de stad waarop de legenden van Gotham zijn weergegeven
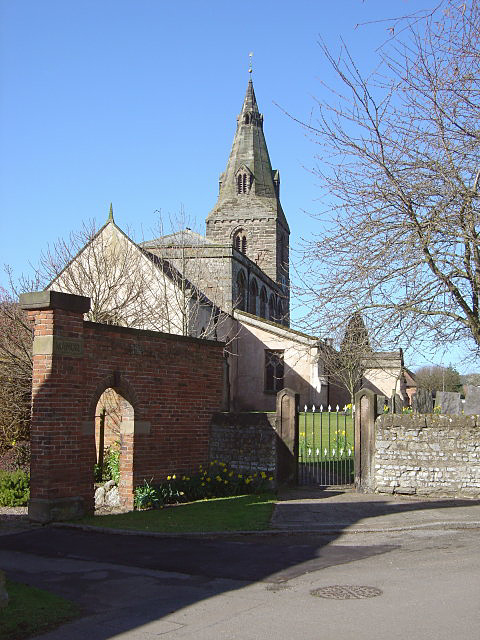
St Lawrence's Church
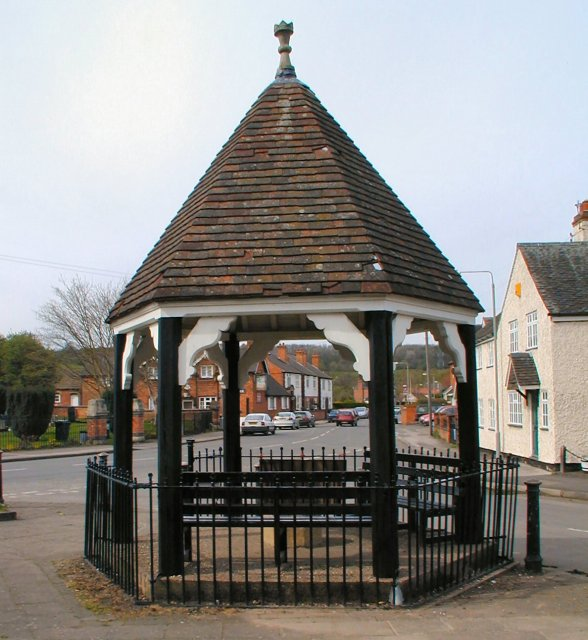
The Square, naast de kerk
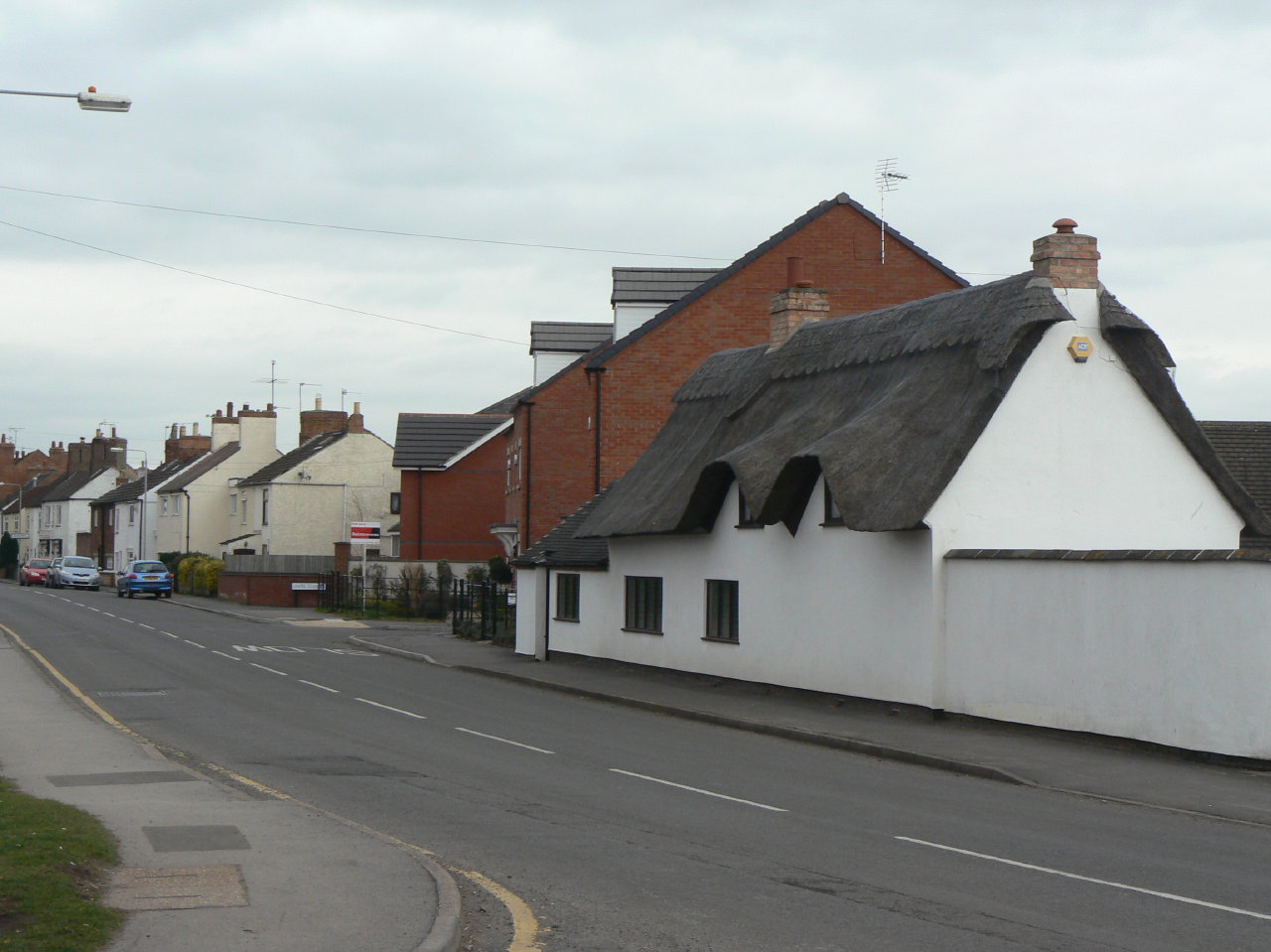
Huis met rieten dak aan de Nottingham Road
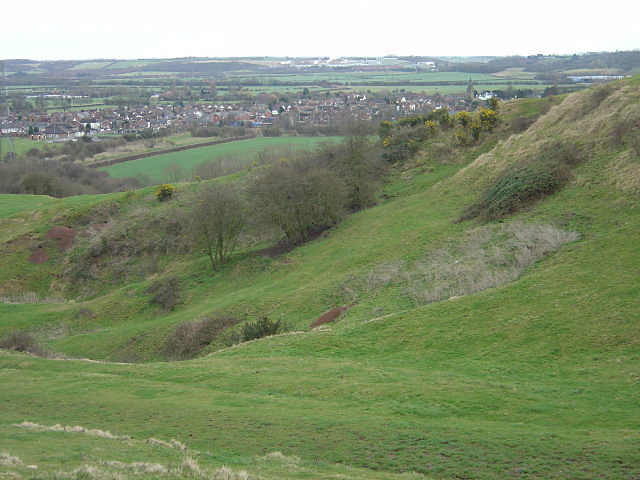
Gotham Hill
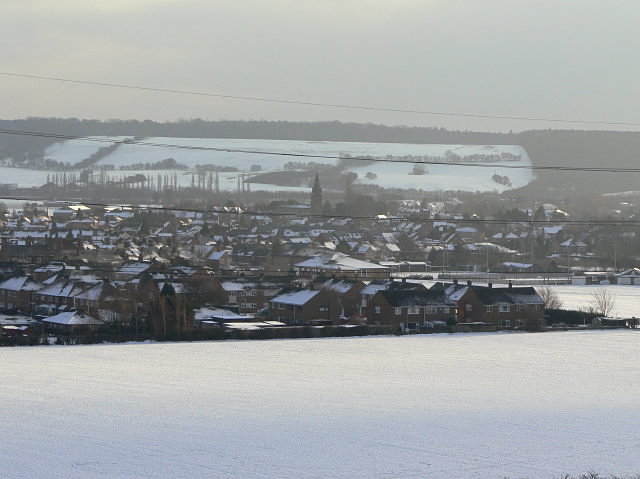
Gotham in de sneeuw